# Siemens Stiftung
Die Siemens Stiftung ist eine gemeinnützige Stiftung, die im September 2008 von der Siemens AG gegründet wurde.

## Geschichte
Die Stiftung wurde im September 2008 im Rahmen eines Konzernumbaus durch Peter Löscher initiiert, um das gesellschaftliche Engagement des Unternehmens zu bündeln.
Die Siemens Stiftung ist in Lateinamerika, Afrika und Europa (mit Schwerpunkt auf Deutschland) tätig. Neben der Siemens Stiftung mit Sitz in München gibt es derzeit in Argentinien, Brasilien, Dänemark, Frankreich, Kolumbien und den USA sechs weitere Unternehmensstiftungen von Siemens.
Zum 30. September 2010 trat die Siemens Stiftung der Initiative Transparente Zivilgesellschaft bei. Vorstandssprecherin ist seit 2020 Nina Smidt.

## Ziele und Arbeitsgebiete
Laut Satzung ist das Ziel der Siemens Stiftung „Antworten auf globale gesellschaftliche Herausforderungen zu geben.“ Im Mittelpunkt stehen der Ausbau der Grundversorgung in Entwicklungs- und Schwellenländern, Förderung von Bildung sowie Stärkung von Kultur v. a. als operativer Partner in Projekten mit Kooperationspartnern.
Zu den Kooperationspartnern gehören u. a. Deutsche Gesellschaft für Internationale Zusammenarbeit, Bundesministerium für wirtschaftliche Zusammenarbeit und Entwicklung, UN Environment Programme, Engineering for Change, Intellecap, Goethe-Institut, Stiftung Lernen durch Engagement, INNOVEC, MINT-EC, UNESCO Mexiko sowie viele renommierte Kultureinrichtungen und Universitäten in Lateinamerika und Afrika.

### Schwerpunkte
- Arbeitsgebiet Entwicklungskooperation: Mit technischen Lösungen und sozialunternehmerischen Geschäftsmodellen will die Stiftung existenzielle Versorgungsdefizite in der Wasserversorgung, im Gesundheitswesen und bei der klimafreundlichen Mobilität abbauen. Gefördert werden lokale Eigeninitiativen, die vorrangig durch Training zur finanziellen Selbstständigkeit geführt werden. Im internationalen empowering people. Network bringt die Siemens Stiftung Erfinder und Sozialunternehmer zusammen und unterstützt die Kombination von technischen und unternehmerischen Ansätzen. 2019 gründete die Stiftung außerdem das Sozialunternehmen WE!Hub Victoria Ltd. (WeTu) in Kenia.[7]
- Arbeitsgebiet Bildung: Die Stiftung konzentriert sich auf die Stärkung naturwissenschaftlich-technischer Bildung. Im Vordergrund steht das selbstständige Experimentieren, Erforschen und Begreifen von Naturphänomenen. Die hierfür entwickelten Unterrichtsmaterialien werden über die Online-Plattform „Medienportal“ digital in drei Sprachen zur freien Verfügung bereitgestellt und verbinden forschendes Lernen mit wertebildendem Handeln. Über ihre Projektarbeit hinaus ist die Siemens Stiftung u. a. Gründungsmitglied des Forum Bildung Digitalisierung und der MINT-Initiative Haus der kleinen Forscher.
- Arbeitsgebiet Kultur: Im Vordergrund steht die Initiierung von Projekten zum internationalen Austausch und Wissenstransfer sowie Aufbau von regionalen Strukturen im Kulturbereich, insbesondere in Afrika und Lateinamerika; Der Schwerpunkt liegt auf den Bereichen Darstellende Kunst und Musik. Zusammen mit dem Goethe-Institut hat die Siemens Stiftung u. a. das panafrikanische Musikportal Music In Africa ins Leben gerufen.

## Stiftungen aus der Familie von Siemens
Neben der von der Siemens AG gegründeten Siemens Stiftung gibt es rechtlich selbständige Stiftungen aus Mitteln von Familienangehörigen der Unternehmerfamilie von Siemens für die Förderung von Kunst, Kultur und Wissenschaft, die ebenfalls den Namensbestandteil Siemens bzw. von Siemens tragen: die Carl Friedrich von Siemens Stiftung, die Ernst von Siemens Musikstiftung, die Ernst von Siemens Kunststiftung, welche öffentliche Kunstsammlungen beim Ankauf von bedeutenden Kunstwerken unterstützt und die Werner Siemens-Stiftung, welche im Bereich von Technik und Naturwissenschaften Projekte an Universitäten und Hochschulen fördert.